# Bernardo Redín
Bernardo Redín Valverde, mais conhecido como Bernardo Redín (Cali, 26 de Fevereiro de 1963), é um assistente-técnico e ex-futebolista colombiano que atuava como meia-atacante. Atualmente é auxiliar-técnico de Reinaldo Rueda, no Chile.

## Carreira
Atuou no Mundial de 1990, quando marcou 2 dos 4 gols da Colômbia na competição. Em 1994 não esteve entre os 22 jogadores convocados por Francisco Maturana para disputar o Mundial dos Estados Unidos, pois havia se despedido da Seleção Colombiana de Futebol em 1991. Tendo começado a jogar em 1981, Redín se despediu do futebol em 2001, aos 38 anos.